# Municipio de Smith (Pensilvania)
El municipio de Smith (en inglés: Smith Township) es un municipio ubicado en el condado de Washington en el estado estadounidense de Pensilvania. En el año 2000 tenía una población de 4,567 habitantes y una densidad poblacional de 51 personas por km².

## Geografía
El municipio de Smith se encuentra ubicado en las coordenadas 40°21′46″N 79°02′02″O / 40.36278, -79.03389.

## Demografía
Según la Oficina del Censo en 2000 los ingresos medios por hogar en la localidad eran de $36,134 y los ingresos medios por familia eran $45,327. Los hombres tenían unos ingresos medios de $34,762 frente a los $21,599 para las mujeres. La renta per cápita para la localidad era de $16,864. Alrededor del 10,2% de la población estaban por debajo del umbral de pobreza.